# Wielka Racza

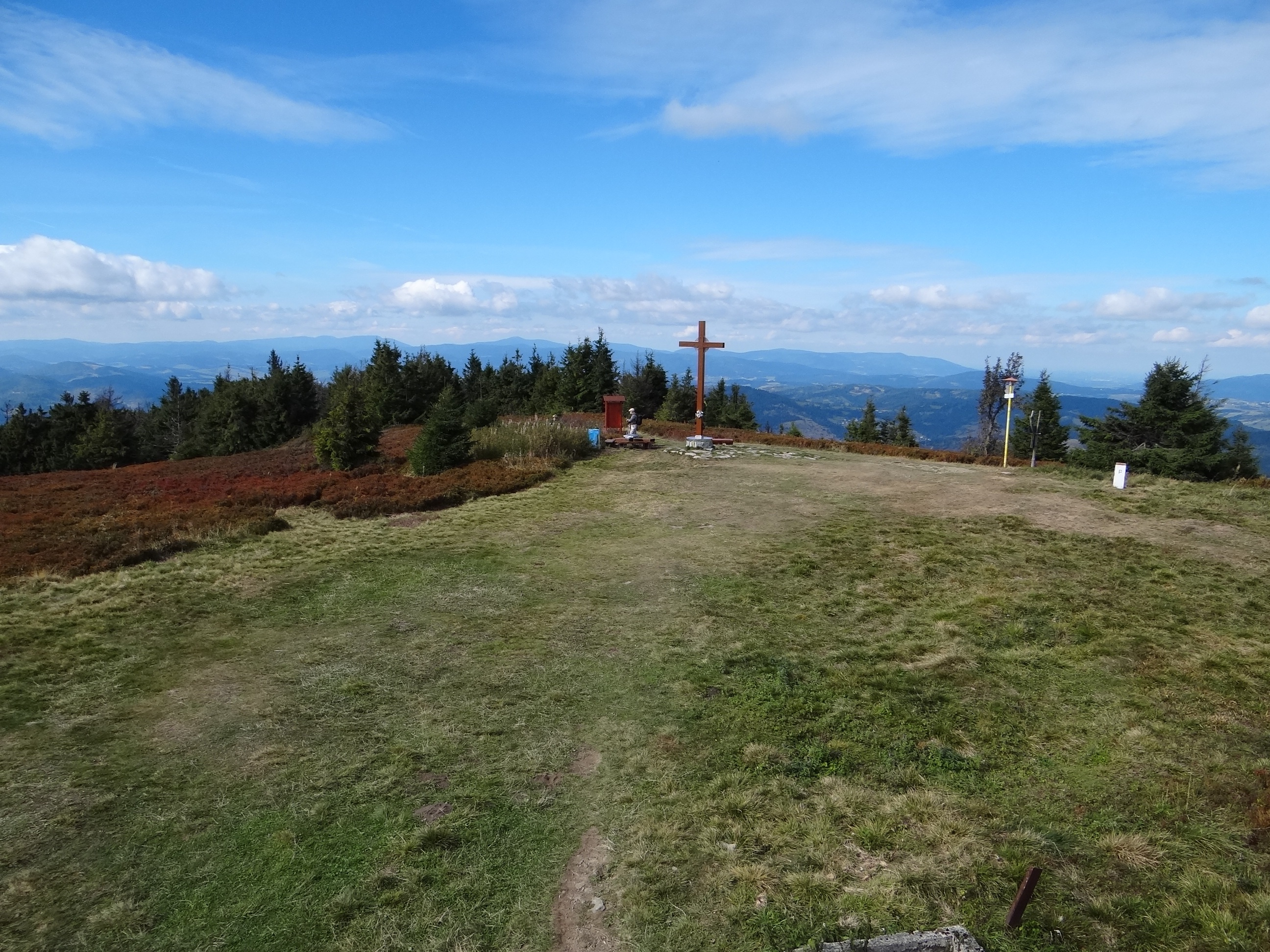
Na szczycie Wielkiej Raczy

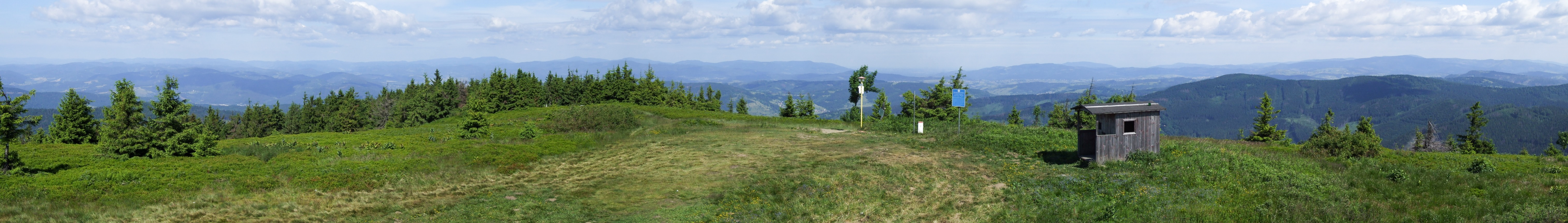
Panorama z platformy widokowej w kierunku dawnego przejścia granicznego i Beskidu Śląsko-Morawskiego

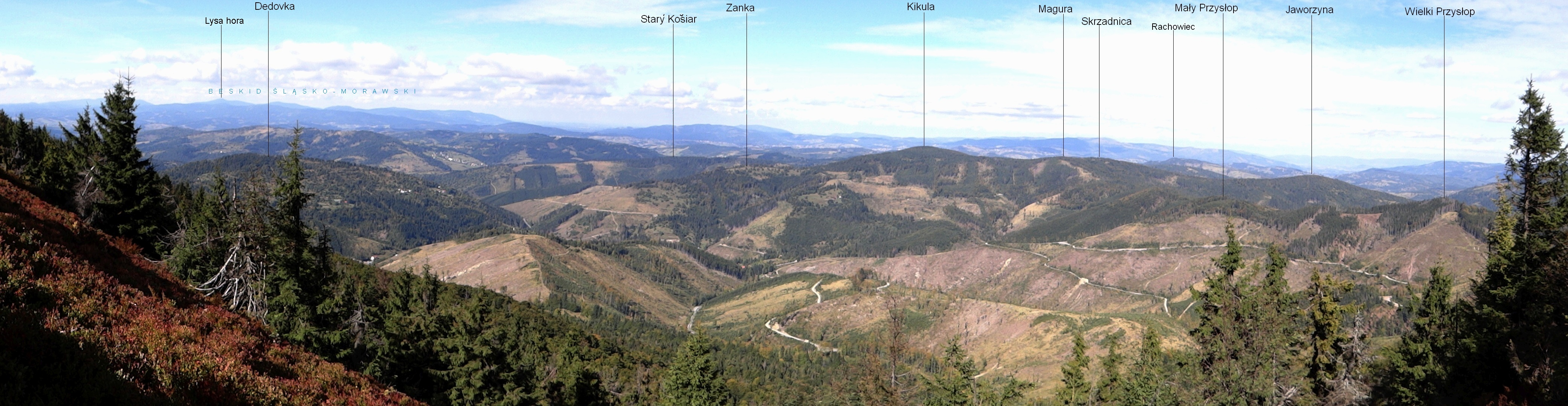
Panorama na zachodnią stronę

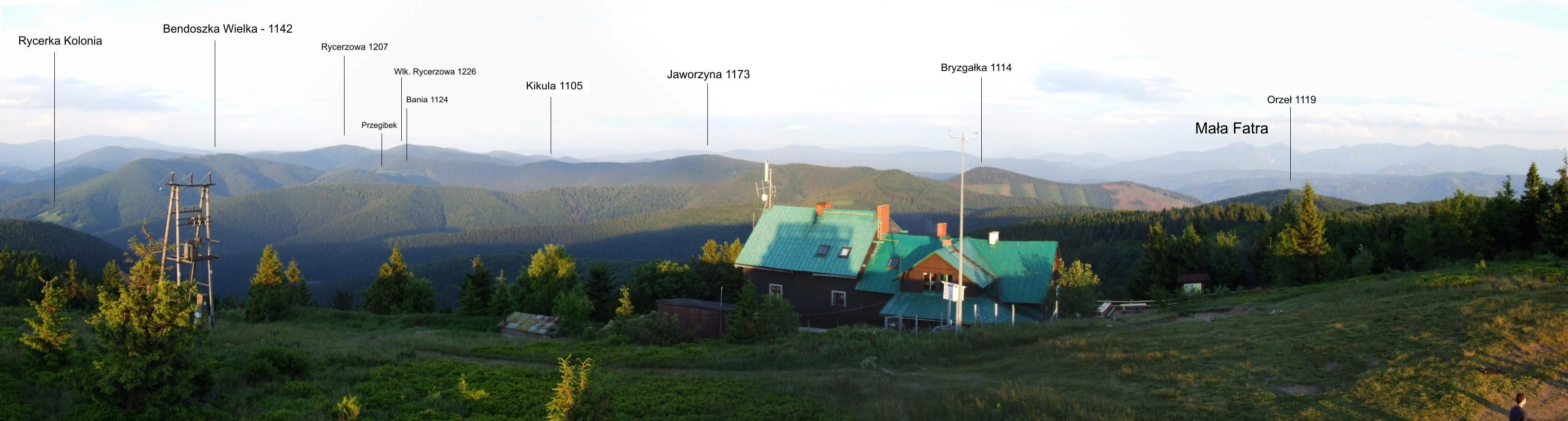
Panorama w kierunku Rycerzowej i Małej Fatry

Wielka Racza, dawniej także Rajcza (słow. Veľká Rača), 1236 m n.p.m. – najwyższy szczyt Grupy Wielkiej Raczy w Beskidzie Żywiecko-Kisuckim.

## Topografia
Wielka Racza znajduje się na głównym grzbiecie Beskidu Żywiecko-Kisuckiego, przez który biegnie granica polsko-słowacka oraz Wielki Europejski Dział Wodny. Na Wielkiej Raczy grzbiet ten zmienia kierunek. Wielka Racza jest też zwornikiem dla długiego bocznego grzbietu odchodzącego od jej wierzchołka na zachód (na słowacką stronę). Między trzema grzbietami Wielkiej Raczy są trzy doliny, którymi spływają trzy potoki: Racza, Klubinský potok i Oszczadnica (Oščadnica).
Polskie stoki Wielkiej Raczy znajdują się w granicach miejscowości Rycerka Górna w województwie śląskim, w powiecie żywieckim, w gminie Rajcza. W regionalizacji fizycznogeograficznej Polski według Jerzego Kondrackiego Grupa Wielkiej Raczy zaliczana jest do Beskidu Żywieckiego, w nowszej polskiej regionalizacji z 2018 roku do Beskidu Żywiecko-Kisuckiego, na Słowacji do Beskidu Kisuckiego.

## Turystyka i rekreacja
Wielka Racza jest całkowicie porośnięta lasem, ale na jej wierzchołku jest trawiasta hala, z której rozciąga się szeroka panorama z charakterystyczną grupą Małej Fatry. Szczyt jest też największą górą Beskidów Kysuckich (słowackiej części Beskidu Żywieckiego) i jednym z najwyższych szczytów Beskidu Żywieckiego. Obserwację widoków ułatwia plaftorma widokowa wybudowana w 1997 r. wspólnie przez Polaków i Słowaków.
Na szczycie znajduje się schronisko PTTK Wielka Racza. Poniżej szczytu po stronie słowackiej znajduje się kompleks narciarski (Snow Paradise Veľká Rača Oščadnica) położony na wysokości 639–1048 m n.p.m. W latach 20. i 30. XX wieku w stylowej leśniczówce w Rycerce Górnej Kolonii funkcjonowało schronisko turystyczne pod Wielką Raczą.

## Historia
Wzmianka o Wielkiej Raczy pojawia się już w dokumencie z 1417 roku. W połowie XVI wieku wypasali na niej swoje stada Wołosi. Wkrótce potem między pasterzami z posiadłości ziemskich Budatina i Streczna (Budatinske a Strcnanške panstvo) dochodziło do krwawych walk o tereny pasterskie. W XVII i XIX wieku w lasach Wielkiej Raczy i w okolicach ukrywali się zbójnicy, na których urządzano obławy z udziałem miejscowej ludności okradanej przez zbójników. Wielka Racza była doskonałym punktem obserwacyjnym, co wykorzystali Niemcy, w czasie II wojny światowej urządzając w schronisku posterunek żandarmerii. Mimo to w lasach Wielkiej Raczy przez 4 lata w ukrywał się Karol Peterman. Był synem niemieckiego kolonisty, ale czuł się Polakiem i zdezerterował z niemieckiej armii. Po wojnie, aż do późnych lat 50. Wielka Racza i znajdujące się na niej schronisko były dla turystów praktycznie niedostępne. Ówczesne komunistyczne władze nie zezwalały chodzić wzdłuż granicy państwowej, można było tylko po wylegitymowaniu się u Karola Petermana, dozorcy w Rycerce Górnej pobrać klucze do schroniska i dojść do niego drogą. Od 1 lipca 1999 r., zgodnie z podpisaną ze stroną słowacką umową, na Wielkiej Raczy funkcjonowało do 21 grudnia 2007 r. na szlaku turystycznym przejście graniczne Wielka Racza – Veľká Rača dla ruchu pieszego, rowerowego i narciarskiego.

## Przyroda
Z rzadkich w Polsce gatunków roślin stwierdzono występowanie dzwonka piłkowanego, tojadu morawskiego, tocji karpackiej. Na słowackich stokach Wielkiej Raczy w 1976 utworzono rezerwat przyrody Veľká Rača o powierzchni 313 ha. W rezerwacie tym znajdują się fragmenty naturalnego boru jodłowo-świerkowego, piaskowcowe wychodnie i liczne niby-jaskinie zwane skalnymi dziurami (skalné diery). Z rzadkich roślin występują tutaj m.in. gołek białawy, goryczka trojeściowa, urdzik karpacki, lilia złotogłów, a ze zwierząt cietrzew i ryś. Trawiasta platforma szczytowa Wielkiej Raczy nie jest wytworzoną przez ludzi polaną, lecz naturalnego pochodzenia halą, mimo że naturalna górna granica lasu przebiega w tej części Beskidów około 150 m powyżej. Naturalnego pochodzenia jest również otaczająca tę halę karłowata buczyna.

## Nazewnictwo
Istnieje wiele hipotez wyjaśniających pochodzenie nazwy Racza. Nazwa ta występuje w dokumentach już z XVII i XVIII w jako Rayca. Andrzej Komoniecki w swoim „Dziejopisie żywieckim” przypuszcza, że musi ona być związana z nazwą pobliskiej miejscowości Rajcza. Podaje też podanie, że Komorowscy będący właścicielami „państwa żywieckiego” toczyli spory o granice z węgierskimi właścicielami dóbr na Kysucach. Po dojściu do porozumienia raczyli się wspólnie winem na granicznym szczycie i stąd niby miałaby pochodzić nazwa. W gwarze żywieckiej słowo rajczula oznacza zagrodę dla owiec. Aleksy Siemionow w Studiach beskidzko-tatrzańskich (1992 r.) zaś pisze, że nazwa góry pochodzi od staropolskiego słowa rac, racz oznaczającego rycerza i miałaby związek z nazwami miejscowości Rycerka Górna, Rycerka Dolna, będącymi kiedyś własnością rycerską.

## Szlaki piesze na Wielką Raczę[10]
ze Zwardonia przez Magurę – 4:45 godz., z powrotem 4:15 godz.
 z Kolonii – 2 godz., z powrotem 1:15 godz.
 z Przełęczy Przegibek – 3 godz., z powrotem 2:45 godz.
  z Oszczadnicy przez chaty na Rači – 2.45 godz., z powrotem 2:15 godz.